# Rutan Long-EZ
Il Rutan Long-EZ è un aereo biposto progettato da Burt Rutan e costruito dall'omonima compagnia di sua creazione, la Rutan Aircraft Factory.
Il velivolo si caratterizza per avere un layout con alette canard, con motore singolo ad elica. Il carrello di atterraggio è composto da due ruote principali fisse con supporti con profilo aerodinamico e una ruota anteriore retrattile. Prima del Long-EZ, la Rutan aveva già realizzato un velivolo con una configurazione simile chiamato Rutan VariEze, i cui progetti furono resi disponibili nel 1976. Il primo prototipo del Long-EZ, chiamato N79RA, volò per la prima volta il 12 giugno 1979.